# Latiscopus
Latiscopus is een geslacht van kleine uitgestorven temnospondyle Batrachomorpha (basale 'amfibieën') uit het Laat-Trias, dat in 1940 werd verzameld door een team van Works Projects Administration dat werkte in de buurt van Otis Chalk, Texas en werd beschreven door John Wilson in 1948. De typesoort is Latiscopus disjunctus, de 'uiteengevallen dwarskijker'.

## Beschrijving
Het holotype en het enige bekende exemplaar UT-BEG 31025-182 bestaat uit een grotendeels complete schedel met onderkaken die helaas te sterk is prepareerd, waardoor veel van de details van het oppervlak zijn verwijderd; het exemplaar wordt bewaard in het Texas Memorial Museum. Wilson gaf een korte beschrijving van de kenmerken die hij kon waarnemen, waarbij hij een opmerking maakte over het onderscheid met de veel grotere, aquatische temnospondylen die in het Laat-Trias werden gevonden en verwees het taxon naar de nieuwe familie Latiscopidae. Hij plaatste deze familie binnen de Stereospondyli op basis van enkele aspecten van het verhemelte en de afwezigheid van rhachitomide temnospondylen in de Dockum Group. Hij vond het geslacht enigszins vergelijkbaar met de Trematosauridae op basis van de relatief lange en smalle schedel, maar merkte op dat Latiscopus waarschijnlijk niet aquatisch was gezien de zijwaarts gerichte oogkassen, waarnaar de geslachtsnaam verwijst. Latere auteurs stelden verschillende affiniteiten voor, waaronder met rhytidosteïden, met Almasaurus habbazi, een andere kleine temnospondyle uit het Laat-Trias van betwiste fylogenetische affiniteiten, en met trematosauriden. Vanwege zijn slechte toestand is het holotype van Latiscopus nooit geanalyseerd in een fylogenetische analyse, maar Almasaurus, die soms binnen de Latiscopidae wordt geplaatst, wordt meestal teruggevonden als een trematosauride.
Latiscopus werd opnieuw onderzocht als onderdeel van de beschrijving van de morfologisch vergelijkbare Rileymillerus uit het Laat-Trias van Texas. Bolt & Chatterjee wijzigden veel van de verklaringen van Wilson en merkten vaak op dat beweringen over de anatomie niet konden worden geverifieerd of onjuist waren. Ze concludeerden dat het exemplaar in zijn huidige staat te slecht was geconserveerd om goed vergelijkbaar te zijn met andere temnospondylen en noemden het een nomen dubium.